# 阿肯色河

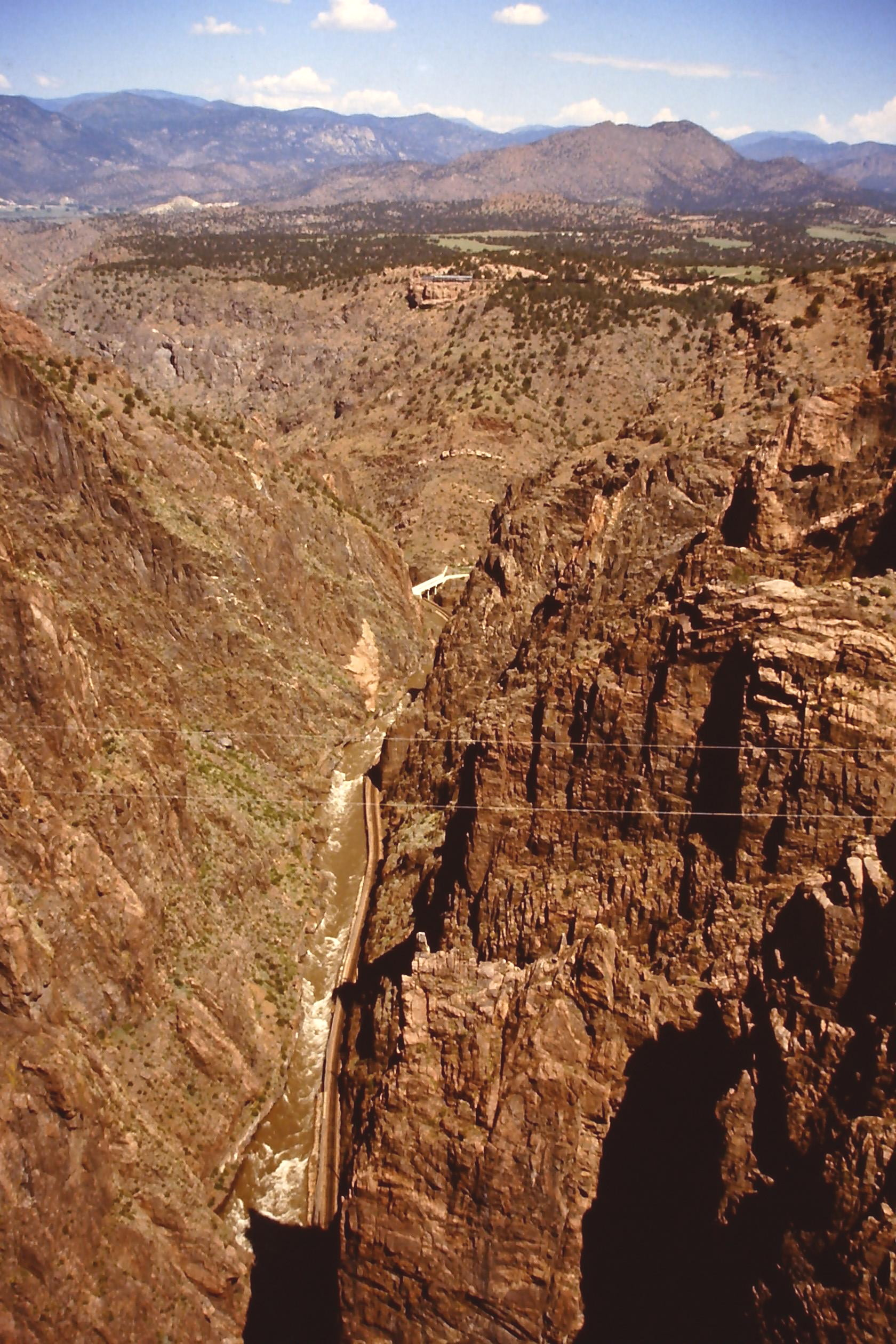
Royal Gorge

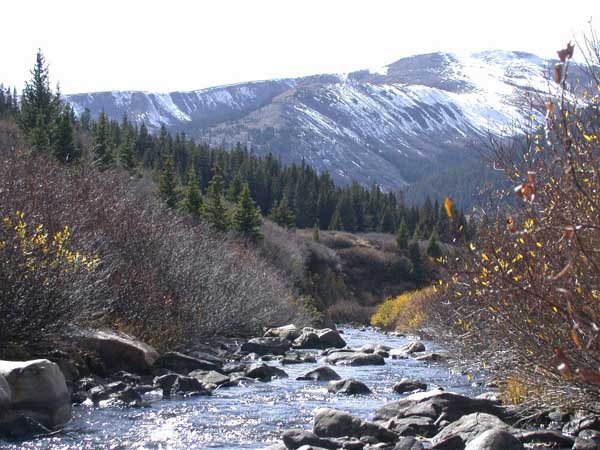
阿肯色河的源頭

阿肯色河（英語：Arkansas River）是美國密西西比河的主要支流之一，流經科羅拉多州、堪薩斯州、俄克拉何馬州和阿肯色州。全長1,469公里，流域面積435,122平方公里。